# Alfred Cérésole
Pour les articles homonymes, voir la famille Cérésole ou Ceresole.
 (juillet 2024).
Alfred Cérésole, né à Friedrichsdorf le 17 mars 1842 et mort à Saint-Légier le 14 janvier 1915, est un pasteur protestant, écrivain et bellettrien vaudois.

## Biographie

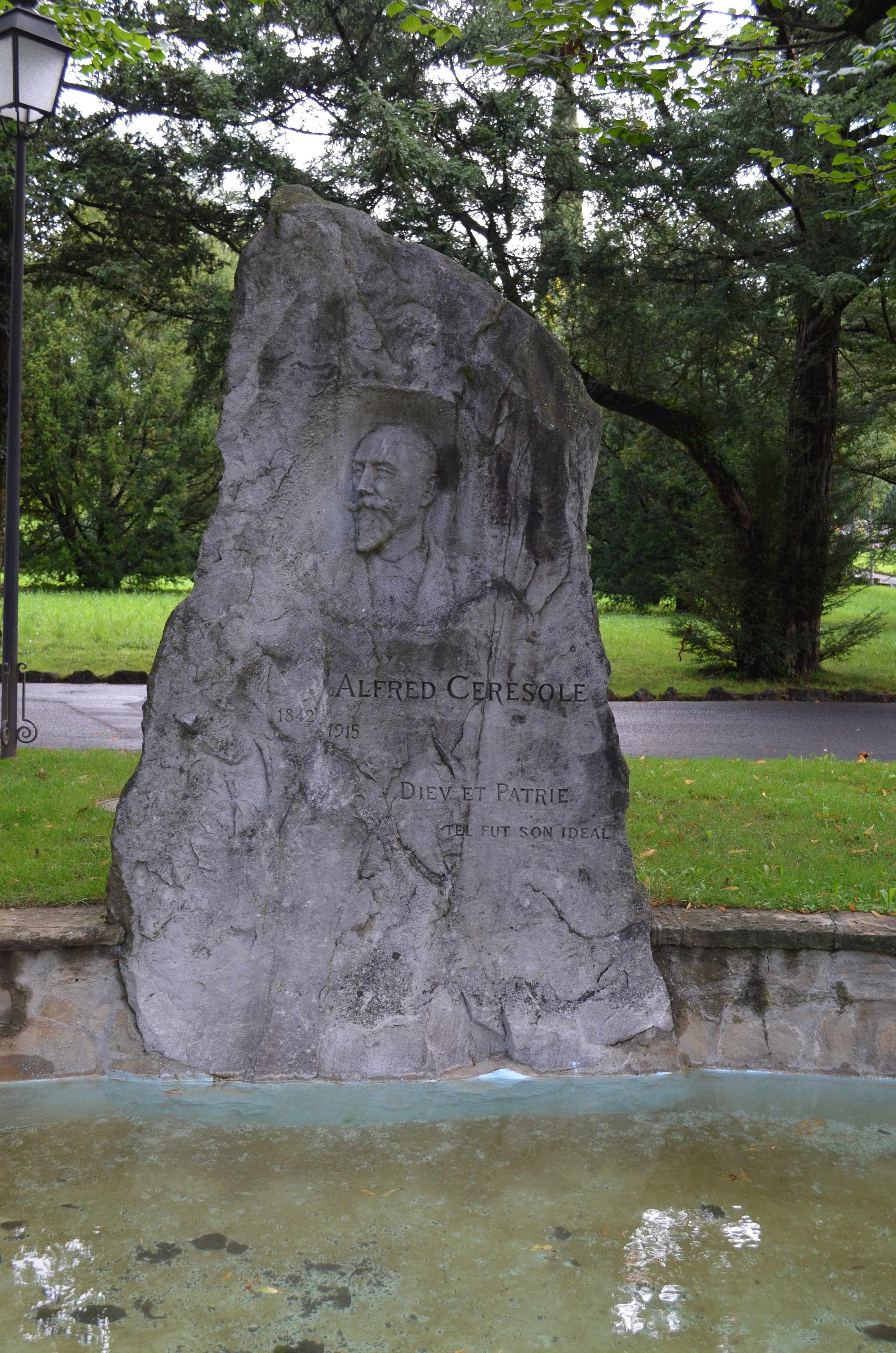
Monument à Alfred Cérésole à Vevey.

Originaire de Vevey, Alfred Cérésole est fils de pasteur et frère de Paul Ceresole, qui fut président de la Confédération, et d'Adolphe, officier suisse au service de France. Il suit des études de théologie à Lausanne (Église nationale) et est consacré en 1866. 
Suffragant à Oron et à Begnins, il est ensuite pasteur à Ormont-Dessus de 1867 à 1871, à Vevey de 1871 à 1890, ainsi qu'à Saint-Légier-La Chiésaz de 1891 à 1905 où il crée le Cercle ouvrier et une crèche. Il est également secrétaire du conseiller fédéral Constant Fornerod lors de l'occupation de Genève en 1864 et président central, membre honoraire puis ruban d'honneur de la Société Belles-Lettres (1864-1865).
Alfred Cérésole participe à la fondation de la revue littéraire Au Foyer romand. Son œuvre touche aux traditions populaires et au parler vaudois. Son conte, Scènes vaudoises, Journal de Jean-Louis (1884), popularise un personnage type du Pays de Vaud. Il est aussi l'auteur de guides sur Montreux et sa région, largement diffusés en Europe et en Amérique. Il recueille dans ses Légendes des Alpes vaudoises (1885) illustrées par le peintre Eugène Burnand, les récits fantastiques des montagnards. C'est également lui qui a créé, dans ses Scènes vaudoises (1892), le personnage du paysan-vigneron vaudois observé et dessiné sur le vif. Dans ses ouvrages et dans ses nombreux guides touristiques, il a cherché à décrire les beautés pittoresques et les traits de mœurs du pays romand.
Alfred Cérésole meurt le 14 janvier 1915. Un monument est élevé en son hommage en 1919 sur la terrasse de Saint-Martin à Vevey.

## Œuvres
- Alfred Cérésole, Notes historique sur la ville de Vevey ... : Avec un plan de la ville et une photogravure, la liste des syndics, des pasteurs et diacres et celle des abbés de la confrérie des vignerons, Loertscher, 1890 (lire en ligne)